# تييرا روفين برات
تييرا روفين برات (بالإنجليزية: Tierra Ruffin-Pratt)‏ مواليد 11 أبريل 1991 في الإسكندرية، هي لاعبة كرة سلة أمريكية. بدأت مسيرتها الاحترافية في سنة 2013. تلعب مع واشنطن ميستيكس في دوري الاتحاد الوطني لكرة السلة النسائية. وتحمل الرقم 14. يبلغ طولها 5 قدم 10 بوصة (1.8 م).

## روابط خارجية
- تييرا روفين برات على موقع الاتحاد الوطني لكرة السلة النسائية (الإنجليزية)
- تييرا روفين برات على موقع كرة السلة الأوروبية.كوم (الإنجليزية)
- تييرا روفين برات على موقع كلية كرة السلة في سبورتس رفرنس.كوم (الإنجليزية)
- تييرا روفين برات على موقع بروبوليرز (الإنجليزية)
- تييرا روفين برات على موقع سبورتس رفرنس (الإنجليزية)